# Accident parlamentar
Accident parlamentar este o operă literară scrisă de Ion Luca Caragiale.